# Železniška postaja Jarše - Mengeš
Železniška postaja Jarše - Mengeš je ena izmed železniških postaj v Sloveniji, ki se nahaja v kraju Preserje pri Radomljah. Oskrbuje bližnja naselja Zgornje Jarše, Preserje pri Radomljah, Radomlje in Mengeš.
Ima 4 tire, ki so namenjeni potniškemu prometu, pa tudi sestavljanju in odpravi tovornih vlakov. Na južnem delu se postaji namreč priključi industrijski tir, ki vodi do bližnje papirnice v naselju Količevo.